# CO2Star
CO2Star ist eine Initiative der Europäischen Kommission in Zusammenarbeit mit europäischen Energieunternehmen. Das multinationale und multilaterale Projekt zur Kennzeichnung von Kohlendioxid soll zur Verringerung des CO2-Ausstoßes beitragen.
An dieser Initiative beteiligen sich weltweit Experten aus Forschung, Industrie und Politik. Das Programm fördert den Gebrauch von Biodiesel und anderen erneuerbaren Kraftstoffen. Die Initiative erforscht eine Verbesserung der Leistungsfähigkeit durch Kraftstoff-Zusätze. Die Projektarbeit bietet Transportunternehmen, welche CO2-arme Leistung anbieten, beratende Unterstützung an. Diese erste europäische „Carbon-Initiative“ kreierte die Einführung der Kennzeichnung von Produkten und Transportleistungen mit niedrigen CO2-Emissionen und arbeitet an einer Verringerung der Treibhausgase und an einer Verringerung der Erdölabhängigkeit. Die Entwicklung eines CO2-Siegels soll den Verbraucher anspornen, seine CO2-Bilanz durch die Verwendung von Bio-Diesel und Biokraftstoffen sowie den Einsatz entsprechender Motoröle bewusst zu verbessern.

## Teilnehmende Unternehmen
- WIP Renewable Energies, Deutschland (Koordinator)
- Home Grown Cereals Authority, Großbritannien
- Senter Novem, Niederlande
- Q1 Energie AG, Deutschland
- Malta Resources Authority, Malta